# 海軍大學校

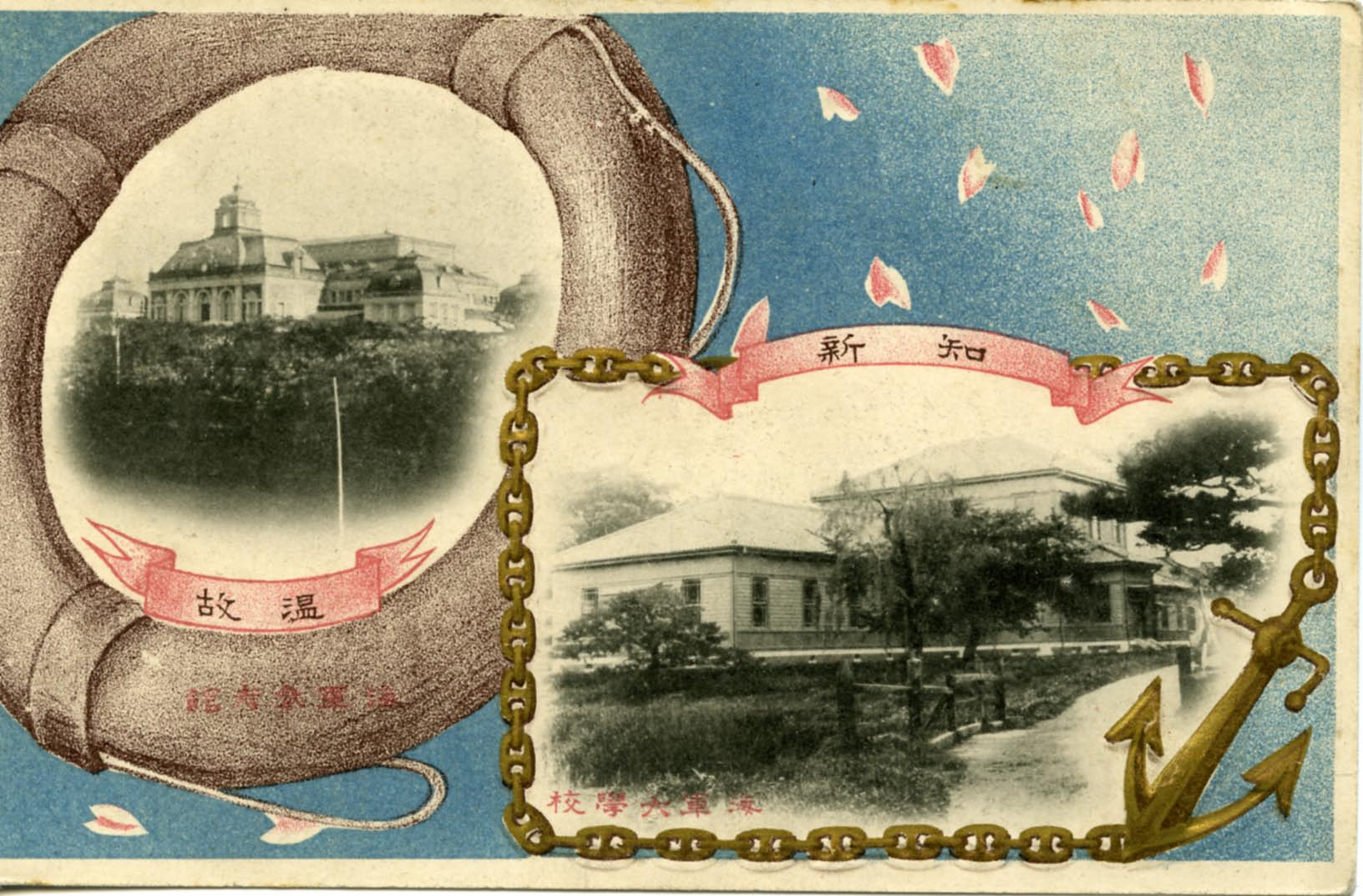
明信片上的海军大学校（右）与海军纪念馆（左）

海军大学校（日语：／ Kaigun Daigakkō ?）是旧日本海軍内培养高等海军军官的一所学校。日语文献中有时可以缩略为“海大”。旧日本陸軍系统内地位相当的学校为陸軍大學校；战后日本海上自衛隊对应的学校则为海上自卫队干部学校。

## 历史
1886年（明治19年）8月17日，时任海軍大臣西鄉從道下令设立“兵科与机械技术部军官及学生教育法调查委员（日语：将校竝機技士官及生徒教育法取調委員）”，对相关高等教育事宜进行先期调研。1887年西乡乘出访欧美之际也对各国教育制度进行了考察，并与英國海軍大臣进行了一番长谈。最终日本方面聘用約翰·英格爾斯（日语：ジョン·イングルス）海军上校，开始筹备海军大学校的创办工作。
1888年（明治21年）7月16日，有关方面发布勅令第55号，规定了学校的官制等事项。同年8月28日在东京築地的海軍兵學校旧校馆开校办学（海军兵学校则搬迁至广岛江田島）。初代校长由军务局局长井上良馨兼任，同年11月26日开始授课。
1893年（明治26年）11月29日，新修订的海军大学校条例规定新设军医科。1894年（明治27年）3月31日原海军医学校废止，同年4月1日共8名学生以海军大学校军医科学生的身份展开学业。但是因为医学的特殊性，合并后难以对医科生的学习课目和进度进行管理，因此1897年（明治30年）5月时任医务局长向西乡进行争取，希望重开军医学校。同年11月4日，海军大学校的医科部分剥离，重新设立新的海军军医学校，此后海军大学校不再包含医科。
1923年（大正12年）9月1日，学校设施在關東大地震中损毁严重，不过到同年12月末应急临时校舍就已经大体完工。1932年（昭和7年）8月27日，海军大学校搬迁到东京上大崎原陆军卫生材料厂旧址，同年9月1日开始在新校区开课。新校区的校舍叫做“厅舍”，并包含有兵棋推演场、科学实验场等大规模设施。
1945年5月，随着战争形势的发展，海军大学校也受到影响，职能停止了下来。日本战败后学校也一并废除，旧校址则交由1947年创办的国立预防卫生研究所继续使用。研究所日后搬迁至他处，原址逐渐荒废，1999年拆除。
战后在广岛县设立的海上保安大学校继承了原海军大学校8000多册藏书。该图书馆现对公众开放，但需要事先向馆长提出申请方可入内进行阅览、复印等。

## 概述

### 入学选拔
海军大学校内为培养海军兵科高级干部提供培训课程。学员的选拔范围为海军兵学校的毕业生、任职海军（兵科）军官并拥有实务经验的人员（通常要求至少1年）。获得考试资格者基本上为海军中坚力量的中低级军官如海军大尉、海军少佐等。大部分入校者的海军兵学校毕业排名（日语：卒業席次）都比较高，不过也有毕业排名比较低、但依靠自身努力获取入学资格的情况。
学校一般每年招收10-20名学生，九一八事變后开始每年招收约30人。中国抗日战争爆发后，也会有些年份完全没有招收新学员。
学生的具体划分类别时有变动。根据1901年的一本小册子的记载，学生分将校科甲种学生（学制两年）、将校科乙种学生（一年）、轮机科长期学生（日语：機関科長期学生，两年）、轮机科短期学生（一年）、选科学生（一年）。其中将校科甲种学生为部门长官从海军大尉中推荐，考试合格后入读；乙种学生为海军大尉根据需要专修某一科目；轮机科长期学生为从大机关士以及中机关士中间挑选有实务优秀、才华得到认可者；短期学生为从大机关士、中机关士乃至少机关士中挑选海軍機關學校成绩佳者，经考试合格后入学研修高等学术；选科学生则为佐级军官、机关监以及实役暂停超过三年的海军大尉志愿入读。1944年的出版物则称学生分为甲种学生（两年）、还有轮机科学生（两年）、选科学生（一至四年）、特修学生（一年）等。

### 学习科目
1903年（明治36年）颁行的《海军大学校教育纲领》里详细列明了各科目内容，包括：
- 将校科甲种学生：海军用兵及军政等高等学术。包括：
  - 战略及战术：海军战略及战术的研究，对相关问题进行研讨；以及陆军战略及战术的大概的学习；
  - 史战（原文如此）：各海战原因、实况及结果；战略、战术运用、优缺点等；
  - 军政学：军事机构的组织、编制、财务，以及其他军备、军政事项；
  - 军器学：舰船、轮机、各兵器的构造、性能、运用、优缺点等；
  - 航海学：气象学、海岸测量技术、东亚重要航线，以及其他航海经验；
  - 兵要地学：东亚战略要地的陆海地理、气象、卫生、物资以及其他用兵要点；
  - 筑城学：筑城相关地点的选定、堡垒的编制、陆地测绘、海岸要塞的攻守；
  - 交通学：道路、铁路、桥梁、船舶的运输能力，战时海运、舱内储存，电气化通信设备、信号、通信鸽等；
  - 法学：日本国内法、国际法、海事法、海军刑法等；
  - 语学：英、法、德、俄语，也有汉语；

- 将校科乙种学生：培养目标是精通某一专门学科。包括：
  - 航海科：
    - 航海术：各种实地航海法、罗针修正、气象学、天文学、测量术、东亚重要航线、兵要地学及交通学一部分、其他航海经验；
    - 普通学：高等数学、物理学（主要是电磁学）、力学、应用力学；

  - 炮术科：
    - 炮术：火炮、炮架、弹药的制造、使用、性能、优缺点，舰炮配备、弹道学、射表编制、炮科战术；
    - 普通学：高等数学、物理学（主要是電學、水力学）、化学（主要是炸药）、力学、应用力学；

  - 水雷科：
    - 水雷术：水雷所使用的电气设备、电气通信设备、防御水雷、攻击水雷等构造、使用、性能、优缺点，港湾防御、水雷战术。值得注意的是日本所谓“水雷”是所有在水中爆炸的兵器的统称，包括了水雷（日语：機雷）、鱼雷（日语：魚雷）、深水炸弹（日语：爆雷）。
    - 普通学：同炮术科；

  - 各科通用：
    - 造船学：舰船构造及理论概要；
    - 筑城学：同甲种学生；
    - 轮机学：轮机、锅炉、水压机械、电气设备的改造及理论概要；
    - 语学：同甲种学生；

- 轮机科甲种学生：轮机相关的高等学术，程度在乙种学生之上。包括：
  - 轮机学：蒸汽机、轮机计划、轮机术实习；
  - 应用力学：机械力学、材料和构造的强度、水力学、水压机械；
  - 普通学：数学、普通力学；
  - 其他：外语、工业经济、工厂管理、设计等等。

- 轮机科乙种学生：轮机相关的高等学术，课程承接海军机关学校、机关练习所、水雷术练习所。包括：
  - 轮机学：蒸汽机及理论、轮机计划、船体阻力及推进；
  - 造船学：舰船构造及理论；
  - 应用力学：机械力学、材料和构造的强度、水力学、水压机械；
  - 普通学：数学、力学、物理、化学；
  - 制造冶金学；
  - 其他：外语、军政概要等等。

具体的科目大纲随时间不同而时有增减调整。

### 与晋升的关联
一名日本海军军人想要在海军的官僚系统内出人头地的话，能从海军大学校毕业是一个重要的条件，但这个文凭并不像日本陆军那样是道硬性门槛。日本陆军军人只有从陆军大学校毕业才有可能爬到陆军中枢；相比之下，海军并不像陆军那样那么强调海军大学校的学历和成绩。
日本海军中没有入读海军大学校，但是依靠舰队勤务等一线经历获取高位的例子并不少见。海军大将之中如加藤宽治、井出谦治、安保清種、野村吉三郎；海军中将如栗田健男、木村昌福、田中頼三、大西瀧治郎、西村祥治等均没有海军大学校学历，也依然位居舰队司令、軍令部次长、海军次官等要职。海军少将里面，即使不考虑死后追晋的情况，这方面的例子也依然非常多（如五藤存知、城島高次等等）。

## 历代校长
- （兼）井上良馨 海军少将：1888年8月16日 -
- （兼）伊東祐亨 海军少将：1889年5月15日 -
- 林清康 海军中将：1890年9月24日 -
- 仁礼景范 海军中将：1891年6月17日 -
- 欠：1892年8月8日 -
- （兼）中牟田倉之助（日语：中牟田倉之助） 海军中将：1892年12月12日 -
- 欠：1893年5月20日 -
- 坪井航三 海军中将：1893年12月20日 -
- 东乡平八郎 海军少将：1896年3月23日 -
- 鮫島員規 海军少将：1896年11月5日 -
- 东乡平八郎 海军少将：1898年2月1日 -
- 柴山矢八 海军中将：1899年1月19日 -
- （暂代）坂本俊篤（日语：坂本俊篤） 海军大佐：1900年5月20日 -
- 坂本俊篤 海军少将：1902年5月27日 -
- （兼）肝付兼行 海军少将：1904年2月3日 -
- 坂本俊篤 海军少将：1905年11月2日 - 1908年8月28日
- 島村速雄 海军中将：1908年8月28日 - 1909年12月1日
- 川島令次郎 海军少将：1909年12月1日 - 1910年12月1日
- 吉松茂太郎 海军中将：1910年12月1日 - 1911年9月25日
- （兼）山屋他人 海军少将：1911年9月25日 - 1911年12月1日
- 八代六郎 海军中将：1911年12月1日 - 1913年9月25日
- （兼）吉松茂太郎 海军中将：1913年9月25日 - 1913年12月1日
- 山屋他人 海军中将：1913年12月1日 - 1914年8月18日
- 伏見宮博恭王 海军少将：1914年8月18日 - 1915年12月13日
- 佐藤鉄太郎 海军少将：1915年12月13日 -
- 加藤寛治 海军少将：1920年8月10日 -
- 堀内三郎 海军中将：1922年5月1日 -
- 山本英輔 海军少将：1923年6月1日 -
- 大谷幸四郎 海军中将：1924年12月1日 -
- 中村良三（日语：中村良三 (海軍軍人)） 海军少将：1926年12月1日 - 1929年11月30日
- 高橋三吉 海军中将：1929年11月30日 -
- 百武源吾 海军中将：1932年2月8日 - 10月1日
- 加藤隆義 海军中将：1932年12月1日 -
- 井上継松 海军少将：1933年11月15日 -
- 中村龟三郎 海军中将：1935年12月2日 -
- 佐藤三郎 海军中将：1936年12月1日 -
- 日比野正治 海军中将：1937年12月1日 -
- 高須四郎 海军中将：1938年11月15日 -
- 欠：1939年9月29日 -
- 泽本赖雄（日语：沢本頼雄） 海军中将：1939年12月23日 - 1940年10月15日
- 南雲忠一 海军中将：1940年11月1日 -
- （代）阿部嘉輔 海军少将：1941年4月10日 -
- 小泽治三郎 海军中将：1941年9月6日 -
- （兼）伊藤整一 海军中将：1941年10月18日 -
- 稲垣生起 海军少将：1942年6月1日 - 9月15日
- （兼）及川古志郎 大将：1942年10月10日 - 1943年11月15日
- （兼）吉田善吾 大将：1943年12月14日 -
- （兼）伊藤整一 海军中将：1944年3月15日 -
- （兼）小泽治三郎 海军中将：1944年11月18日 -
- 欠：1945年5月19日 - 废校